# محفظة شحمية كلوية
المِحفظة الشَحمية (بالإنجليزية: Adipose capsule)‏ أو الدُهن المُحيط بالكُلية (بالإنجليزية: Perinephric fat)‏ (بالإنجليزية: perirenal fat)‏ هوَ بُنية موجودة بَين لفافة الكلية وَمحفظة الكلية، ويُمكن اعتباره جُزء من محفظة الكلية.
يَجب التمييز بين المحفظة الشَحمية وَبين الدُهن المُجاور للكُلية (بالإنجليزية: Pararenal fat)‏ (الأنسجة الدُهنية السطحية للفافة الكُلية).

## وصلات خارجية
- صور تشريحية:40:03-0104 في مركز داونستيت الطبي التابع لجامعة نيويورك
- تشريح دارتموث figures/chapter_29/29-5.HTM